# Ptychostomum wrightii
Ptychostomum wrightii là một loài rêu trong họ Bryaceae. Loài này được Sull. J.R. Spence mô tả khoa học đầu tiên năm 2005.